# Bir Ma’in
Bir Ma’in (arab. بئر ماعين) – nieistniejąca już arabska wieś, która była położona w Dystrykcie Ramli w Mandacie Palestyny. Wieś została wyludniona i zniszczona podczas I wojny izraelsko-arabskiej, po ataku Sił Obronnych Izraela 16 lipca 1948.

## Położenie
Bir Ma’in leżała na zachodnim skraju wzgórz Samarii. Według danych z 1945 do wsi należały ziemie o powierzchni 9319 ha. We wsi mieszkało wówczas 510 osób.
| Własność gruntów | Powierzchnia gruntów [ha] |
| ---------------- | ------------------------- |
| Arabowie         | 9 317                     |
| Żydzi            | 0                         |
| publiczne        | 2                         |
| Razem            | 9 319                     |

| Rodzaj użytkowanych gruntów | Arabowie [ha] | Żydzi [ha] |
| --------------------------- | ------------- | ---------- |
| uprawy oliwek               | 146           | 0          |
| uprawy nawadniane           | 176           | 0          |
| uprawy zbóż                 | 2 880         | 0          |
| nieużytki                   | 6 254         | 0          |
| zabudowane                  | 9             | 0          |

## Historia
W czasach krzyżowców istniejącą tutaj osadę nazywano Bermenayn. W okresie panowania Brytyjczyków Bir Ma’in była małą wsią. We wsi był jeden meczet. W 1934 utworzono szkołą podstawową dla chłopców.

Na początku I wojny izraelsko-arabskiej w maju 1948 wieś zajęły arabskie milicje, które atakowały żydowską komunikację w okolicy. Następnie do wsi wkroczyli żołnierze jordańskiego Legionu Arabskiego. Podczas operacji Danny w nocy z 15 na 16 lipca 1948 wieś zajęli izraelscy żołnierze. Zmusili oni wszystkich mieszkańców do opuszczenia wioski, a domy wysadzili.

## Miejsce obecnie
Tereny wioski Bir Ma’in stanowią obecnie część miasta Modi’in-Makkabbim-Re’ut. Palestyński historyk Walid Chalidi, tak opisał pozostałości wioski Bir Ma’in: „Na obszarze można zobaczyć dwa opuszczone domy z rozsypującymi się ścianami ... Część terenu służy jako wojskowa strzelnica”.